# Riu Tumànnaia
El riu Tumànnaia o Duman (en coreà: 두만강, Duman Gang); (en xinès: 圖們江, Túmen Jiāng); (en rus: Туманная река, Tumànnaia rekà) és un riu del nord-est d'Àsia que serveix de frontera natural en part del seu curs entre Corea del Nord amb Xina i Rússia. S'origina al mont Paektu (amb 2.744 m, la muntanya més alta de Corea del Nord) i flueix en direcció nord i nord-est, per després virar cap al sud-est i desembocar al mar de l'Est (mar del Japó). Té 521 km de longitud, dels quals només és navegable un tram de 85 km. Moltes batalles històriques van tenir lloc al llarg de les seves ribes.
El riu és frontera entre Xina i Corea del Nord en el seu curs superior, i entre Corea del Nord i Rússia en els seus últims 17 km abans de desembocar: forma gran part de la frontera sud de la província xinesa de Jilin, a Manxúria, i les fronteres septentrionals de les províncies coreanes de Hamgyong del Nord i Ryanggang. La muntanya Baekdu, a la frontera xinesocoreana és la font del riu, així com d'un altre riu important, el Yalu, que discorre en direcció oposada, cap al sud-oest i que completa la frontera coreana.
El nom del riu prové de la paraula mongol Tumen, que significa 'deu mil' o una miríada. Aquest riu està molt contaminat per fàbriques de Corea del Nord i de la Xina, encara que segueix sent una important atracció turística de la zona. A Tumen, Xina, hi ha un passeig enfront del riu que té restaurants on els clients poden mirar a través del riu cap a Corea del Nord. El nom rus del riu és Tumànnaia (Туманная), que literalment significa 'Nebulosa', de «boira» o tuman en rus.
Hi ha també importants ciutats en el riu, com Hoeryong, Namyang i Onsong, a Corea del Nord; Tumen i Nanping a la Xina. Mentre que del costat rus, només existeix el poble de Khassan.

## L'encreuament del riu dels refugiats
El Tumànnaia ha estat utilitzat durant anys pels refugiats de Corea del Nord per desertar a través de la frontera amb Xina. La majoria dels refugiats de Corea del Nord durant la fam del 1990 van travessar el Tumànnaia i molts dels refugiats més recents també l'han utilitzat.
Tot i que el Tumànnaia està fortament vigilat per guàrdies armats de la República Popular Democràtica de Corea, el riu és el lloc preferit per creuar a la Xina perquè, a diferència del riu Yalu, el Tumànnaia és poc profund i estret. «Es pot creuar fàcilment en diversos llocs a peu o nadant», d'acord amb un article de 2006 al New York Times.
Les persones que desitgen creuar el Tumànnaia solen ignorar la seva contaminació i les perilloses patrulles frontereres, i passen setmanes, mesos o anys esperant l'oportunitat de creuar. «Llarg, s'estén desolat a la frontera xinesocoreana que no està totalment patrullada», segons el ja citat article del New York Times. Els refugiats rares vegades creuen cap a Rússia, ja que les patrulles russes en el seu curt tram són més actives que les xineses, a més que els refugiats no tenen a Rússia una gran comunitat ètnica coreana en la qual amagar-se i passar desapercebuts.